# Southolt
Southolt is een civil parish in het bestuurlijke gebied Mid Suffolk, in het Engelse graafschap Suffolk. In 2001 telde het 68 inwoners. De dorpskerk, waarvan het schip uit de vijftiende eeuw stamt, heeft in de jaren zeventig van de twintigste eeuw op de nominatie gestaan om gesloopt te worden. De dorpelingen kochten het gebouw, dat inmiddels met een vermelding op de Britse monumentenlijst is beschermd.